# Karate la Jocurile Olimpice de vară din 2020
Probele sportive de karate la Jocurile Olimpice de vară din 2020 s-au desfășurat la Tokyo în perioada 5-7 august 2021. A fost prima ediție când probele de karate s-au desfășurat la Jocurile Olimpice de vară. Karate este unul dintre cele cinci sporturi noi adăugate la Olimpiada din 2020, nefiind încă un sport permanent.

## Medaliați

### Masculin
| Probă          | Aur                            | Argint                              | Bronz                                           |
| 67 kg Detalii  | Steven Da Costa · Franța (FRA) | Eray Șamdan · Turcia (TUR)          | Darkhan Assadilov · Kazahstan (KAZ)             |
| 67 kg Detalii  | Steven Da Costa · Franța (FRA) | Eray Șamdan · Turcia (TUR)          | Abdelrahman Al-Masatfa · Iordania (JOR)         |
| 75 kg Detalii  | Luigi Busà · Italia (ITA)      | Rafael Aghayev · Azerbaidjan (AZE)  | Gábor Hárspataki · Ungaria (HUN)                |
| 75 kg Detalii  | Luigi Busà · Italia (ITA)      | Rafael Aghayev · Azerbaidjan (AZE)  | Stanislav Horuna · Ucraina (UKR)                |
| +75 kg Detalii | Sajjad Ganjzadeh · Iran (IRI)  | Tareg Hamedi · Arabia Saudită (KSA) | Ryutaro Araga · Japonia (JPN)                   |
| +75 kg Detalii | Sajjad Ganjzadeh · Iran (IRI)  | Tareg Hamedi · Arabia Saudită (KSA) | Uğur Aktaș · Turcia (TUR)                       |
| kata Detalii   | Ryo Kiyuna · Japonia (JPN)     | Damián Quintero · Spania (ESP)      | Ariel Torres · Statele Unite ale Americii (USA) |
| kata Detalii   | Ryo Kiyuna · Japonia (JPN)     | Damián Quintero · Spania (ESP)      | Ali Sofuoğlu · Turcia (TUR)                     |

### Feminin
| Probă          | Aur                            | Argint                             | Bronz                               |
| 55 kg Detalii  | Ivet Goranova · Bulgaria (BUL) | Anzhelika Terliuga · Ucraina (UKR) | Bettina Plank · Austria (AUT)       |
| 55 kg Detalii  | Ivet Goranova · Bulgaria (BUL) | Anzhelika Terliuga · Ucraina (UKR) | Wen Tzu-yun · Taipeiul Chinez (TPE) |
| 61 kg Detalii  | Jovana Preković · Serbia (SRB) | Yin Xiaoyan · China (CHN)          | Giana Farouk · Egipt (EGY)          |
| 61 kg Detalii  | Jovana Preković · Serbia (SRB) | Yin Xiaoyan · China (CHN)          | Merve Çoban · Turcia (TUR)          |
| +61 kg Detalii | Feryal Abdelaziz · Egipt (EGY) | Irina Zaretska · Azerbaidjan (AZE) | Gong Li · China (CHN)               |
| +61 kg Detalii | Feryal Abdelaziz · Egipt (EGY) | Irina Zaretska · Azerbaidjan (AZE) | Sofya Berultseva · Kazahstan (KAZ)  |
| kata Detalii   | Sandra Sánchez · Spania (ESP)  | Kiyou Shimizu · Japonia (JPN)      | Grace Lau · Hong Kong (HKG)         |
| kata Detalii   | Sandra Sánchez · Spania (ESP)  | Kiyou Shimizu · Japonia (JPN)      | Viviana Bottaro · Italia (ITA)      |

## Clasament pe medalii
| Loc   | Țară                       | Aur | Argint | Bronz | Total |
| ----- | -------------------------- | --- | ------ | ----- | ----- |
| 1     | Japonia                    | 1   | 1      | 1     | 3     |
| 2     | Spania                     | 1   | 1      | –     | 2     |
| 3     | Egipt                      | 1   | –      | 1     | 2     |
| 3     | Italia                     | 1   | –      | 1     | 2     |
| 5     | Bulgaria                   | 1   | –      | –     | 1     |
| 5     | Franța                     | 1   | –      | –     | 1     |
| 5     | Iran                       | 1   | –      | –     | 1     |
| 5     | Serbia                     | 1   | –      | –     | 1     |
| 9     | Azerbaidjan                | –   | 2      | –     | 2     |
| 10    | Turcia                     | –   | 1      | 3     | 4     |
| 11    | China                      | –   | 1      | 1     | 2     |
| 11    | Ucraina                    | –   | 1      | 1     | 2     |
| 13    | Arabia Saudită             | –   | 1      | –     | 1     |
| 14    | Kazahstan                  | –   | –      | 2     | 2     |
| 15    | Taipeiul Chinez            | –   | –      | 1     | 1     |
| 15    | Hong Kong                  | –   | –      | 1     | 1     |
| 15    | Iordania                   | –   | –      | 1     | 1     |
| 15    | Austria                    | –   | –      | 1     | 1     |
| 15    | Ungaria                    | –   | –      | 1     | 1     |
| 15    | Statele Unite ale Americii | –   | –      | 1     | 1     |
| Total | Total                      | 8   | 8      | 16    | 32    |